# 8.8 cm 36호 전차포

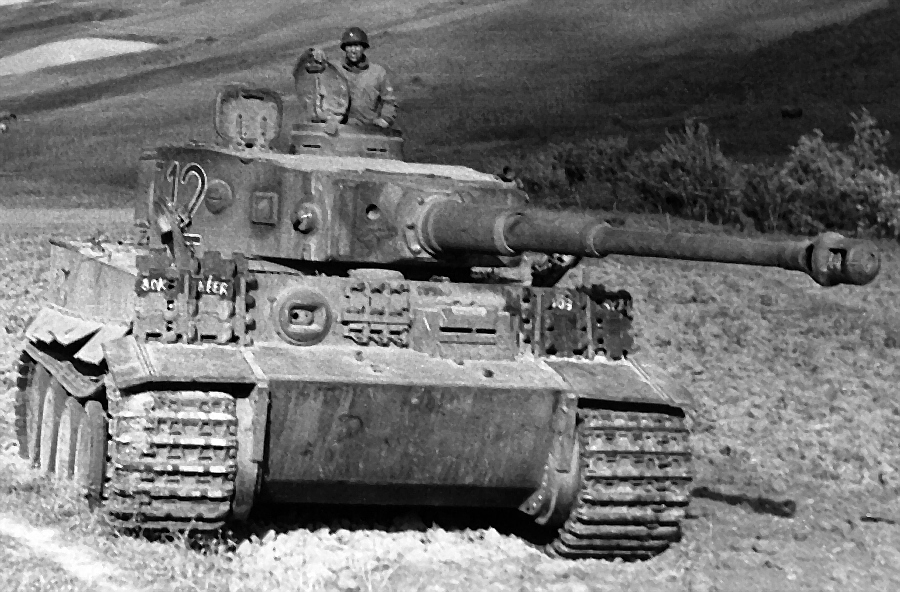

8.8 cm 56구경장 36호 전차포(독일어: 8,8 cm Kampfwagenkanone 36 L/56; 8,8-cm-KwK 36 L/56)는 제2차 세계 대전 당시 독일 국방군 육군이 운용한 구경 88 mm의 전자발사식 전차포이다. 6호 전차 티거 1의 주포로 사용되었으며, 크루프사에서 설계 및 제조했다.

## 같이 보기
- 8.8 cm 대공포